# Erlangen (stacja kolejowa)
Erlangen – stacja kolejowa w Erlangen, w kraju związkowym Bawaria, w Niemczech. Znajdują się tu 3 perony.